# تناجر رمادي ذهبي
تناجر رمادي ذهبي (الاسم العلمي: Tangara palmeri)، هو نوع من الطيور يتبع فصيلة التناجر ضمن رتبة العصفوريات.